# واریس
واریس سیاهرگ‌ها (به انگلیسی: Varicose veins) که از ریشه واژه لاتین واریکس Varix به معنای پیچ‌خورده گرفته شده، به گشاد شدن سیاهرگها یا تورّم ورید گفته می‌شود.

واریس، شایعترین بیماری عروقی انسان است که حدود ۲۰–۱۰٪ جمعیت را مبتلا می‌کند. سیاهرگ‌های واریسی به صورت رگ‌های دراز، گشاد شده و پرپیچ و خم و غالباً در سطوح درونی اندام تحتانی دیده می‌شوند. بیشترین میزان شیوع واریس در زنان بین سن ۴۹–۴۰ سالگی برآورد شده‌است. رگ‌های واریسی بزرگ، کاملاً برجسته و گاهی قابل لمس و متسع و طویل می‌باشند و گاهی قطر بالاتر از ۴ میلی‌متر پیدا می‌کنند.
شکل‌گیری سیاهرگ‌های واریسی تا حدی علت به شیوه کار سیاهرگ‌ها برمی‌گردد که مانند نردبان عمل می‌کنند. سیاهرگ‌ها دارای دریچه‌هایی هستند که به بازگشت تدریجی خون به سمت قلب بدون نشت خون کمک می‌کنند. هنگامی‌که این دریچه‌ها ضعیف می‌شوند یا افتادگی پیدا می‌کنند، خون و مایعات در بخش‌های پایینی پا جمع می‌شوند و با فشار آوردن روی دیواره سیاهرگ‌ها باعث ایجاد سیاهرگ‌های واریسی بزرگ‌تر و کلفت‌تر می‌شوند. این فرایند با افزایش سن، فشار وزن ناشی از ایستادن یا بی‌حرکتی طولانی، عوامل ژنتیکی، بیماری‌های رگ‌های خونی، تجمع مایعات در بدن و بارداری بدتر می‌شود. گاهی این اختلال کار سیاهرگ‌ها به ورم کردن پاها، احساس درد، خستگی عضلانی، تغییر رنگ پوست یا حتی زخم‌های پوستی می‌انجامد.
به افرادی که وریدهای واریسی دارند و دچار عارضه جدی نیستند، می‌توان با اقدامات ساده‌ای کمک کرد، ازجمله ورزش مرتب، محدود کردن مصرف نمک، بالا بردن پا به‌طور منظم و پوشیدن جوراب‌های واریس که بخش پایینی پا را به شیوه‌ای تدریجی می‌فشارند و به بازگشت خون به بالا به سمت قلب کمک می‌کنند.

## فرایند تشکیل
سیاهرگ‌ها، رگ‌های خونی هستند که خون را از تمامی اندام‌های بدن جمع‌آوری کرده و به سمت قلب هدایت می‌کند. همان‌طور که در قسمت‌های مختلف بدن برای ادامه حیات خود از اکسیژن خون استفاده می‌کنند، مواد زائد خود را (از جمله دی‌اکسید کربن و…) به درون سیاهرگ‌ها برمی‌گرداند.
خون ورودی به سیاهرگ‌ها، به قلب و سپس به شش‌ها بازگردانده می‌شود. در شش‌ها، دی‌اکسید کربن از خون گرفته و اکسیژن وارد خون می‌شود و سپس این خون اکسیژن‌دار، به ارگان‌ها و اندام‌های بدن فرستاده می‌شود. سیاهرگ‌ها با توجه به نوع فعالیتی که دارند و جایگاهشان، اندازه‌های مختلفی دارند. بزرگ‌ترین سیاهرگ‌ها در مرکز بدن وجود دارند که خون را از رگ‌های کوچکتر جمع کرده و به قلب می‌رسانند.
در سطح بدن، سیاهرگ‌های ریزی وجود دارند. این رگ‌های ریز، به‌هم‌پیوسته و به رگ‌های جمع‌آوری کنندهٔ بزرگتر ریخته و نهایتاً خون را به قلب می‌رسانند. وقتی که جریان گردش خون به درستی انجام نشود، رگ‌ها بر اثر جمع شدن خون در آن‌ها برجسته بیشتر می‌شوند که این امر بیشتر در پاها و ران‌ها دیده می‌شوند که به آن‌ها واریس گفته می‌شود.

## رگ‌های عنکبوتی
این نارسایی ابتدا به صورت رگ‌های عنکبوتی (رتیکولار) شروع شده، به وریدهایی جداگانه در سطح عضله ساق پا گسترش یافته و در نهایت به تورم و پیچ‌خوردگی سیاهرگ صافن بزرگ (واریس طنابی) منجر می‌شوند. رگهای عنکبوتی اغلب کوچک (۱ تا ۳ میلی‌متر) و کاملاً آشکار هستند. برخی افراد مبتلا به این سیاهرگ‌ها آنها را از نظر زیبایی یک مشکل به‌شمار می‌آورند. سیاهرگ‌های واریسی سطحی و متورم می‌باشند. با اینکه این وریدها اغلب در عضله ساق پا یافت می‌شوند اما می‌توانند در ران نیز پدیدار شوند.

## سیاهرگ صافن یا واریس طنابی
از جمله سیاهرگی واریسی که در ران دیده می‌شود می‌توان به سیاهرگ صافن بزرگ اشاره کرد. نارسایی سیاهرگ‌های سوراخ کننده (پرفوراتور) و صافن کوچک به پدیدار شدن سیاهرگ‌های واریسی در ناحیه پشت ساق پا منجر می‌شود.

## علت ایجاد واریس و رگ‌های عنکبوتی
انواع رگ‌هایی که در پاها موجود هستند عبارتند از:
- رگ‌های رانی یا عمقی
- رگ‌های سافنوس یا سطحی که نزدیک به سطح پوست قرار دارند.

اغلب جریان خون به قلب، توسط رگ‌های رانی (فمورال) و اندکی توسط رگ‌های سافنوس انتقال می‌یابد. این رگ‌های سافنوس و فمورال، در نقاط مختلف پا به یکدیگر متصل هستند.
زمانیکه فرد در حالت ایستاده قرار دارد، فشار عضلات پا، به رگ‌های فمورال فشار آورده و باعث بالا رفتن خون در پاها به سمت قلب می‌گردد. اما در حالتی که عضلات در حالت منبسط قرار دارند، خون می‌تواند به سمت پایین جریان یابد که وجود دریچه‌هایی درون رگ‌ها از این عمل جلوگیری می‌کند. همکاری فعالیت عضلات و این دریچه‌های معروف به لانه کبوتری، همواره جریان خون را درون سیاهرگ‌ها به سمت بالا نگه می‌دارد.
هر موقع این دریچه‌ها دچار مشکلاتی شوند، خون می‌تواند به سمت پایین جریان یافته و فشار برگشتی خون، به این دریچه‌ها بیشتر آسیب رسانده و باعث ایجاد رگ‌های واریسی می‌گردد.
رگ‌های عنکبوتی یا رشته‌ای با رگ‌های واریسی متفاوت هستند. رگ‌های عنکبوتی معمولاً بسیار نزدیک سطح پوست قرار داشته و معمولاً به رنگ‌های قرمز، آبی یا ارغوانی با قطر ۱ تا ۲ میلی‌متر می‌باشند. رگ‌های عنکبوتی، به عنوان بیماری خطرناک در نظر گرفته نمی‌شوند ولی می‌توانند دردناک باشند. در حالیکه رگ‌های واریسی عموماً در عمق پوست و به رنگ پوست یا سبز مایل به آبی هستند و بیش از ۲ میلی‌متر قطر دارند. رگ‌های واریسی از رگ‌های عنکبوتی خطرناک‌تر بوده و می‌توانند دردناک و نشانه ناتوانی پمپاژ خون پا باشند.
در برخی موارد، عدم حضور یا ضعف دریچه‌های رگ‌ها که از بازگشت جریان خون به قلب جلوگیری می‌کند، ممکن است باعث جریان ضعیف خون شود. در موارد دیگر، ضعف در دیواره‌های رگ می‌تواند باعث جمع شدن خون شود. در مواردی که کمتر معمول است، واریس به علت بیماری‌هایی مانند فلبیت (التهاب رگ‌ها) یا ناهنجاری‌های مادرزادی رگ‌ها ایجاد شود. بیماری‌های سیاهرگی به‌طور کلی پیشرونده هستند و نمی‌توان کاملاً از آن‌ها جلوگیری کرد. با این وجود، در برخی موارد، پوشیدن جوراب‌های محافظت‌کننده و حفظ وزن نرمال و ورزش منظم می‌تواند مفید باشد.

## درمان‌ها

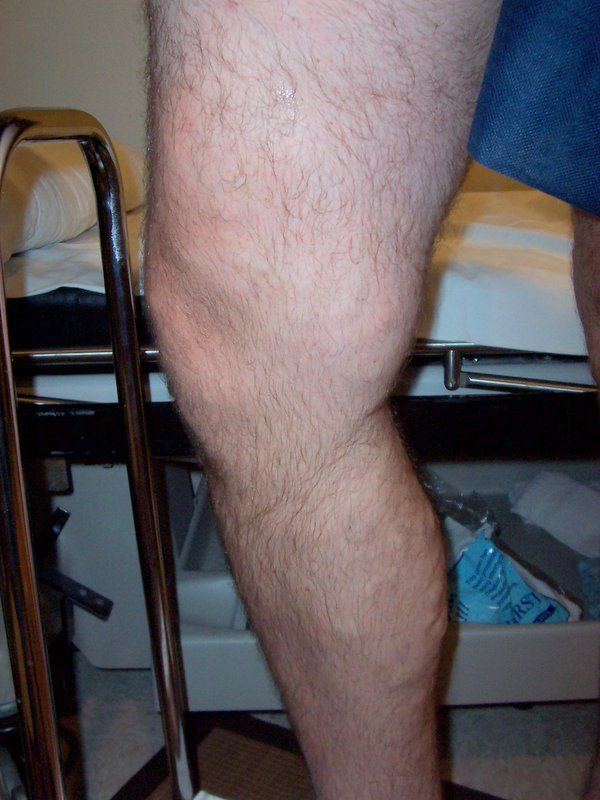
درمان واریس درون‌وریدی با لیزر درمانی: وریدهای واریسی پس از لیزر درمانی درون‌وریدی وریدهای جانبی ساق پای کوچکتری وجود دارند که باید با کمک مینی فلبکتومی یا اسکلروتراپی فوم برطرف شوند.

### درمان به وسیله لیزر
یک راه حل اصلی درمان رگ صافن مبتلا به واریس، لیزر داخل عروقی یا همان EVLT است.
از طرف دیگر دقت شود که در این روش یک فیبر لیزر وارد رگ صافن می‌شود و رگ از داخل خشکیده می‌شود و این با لیزرهای کم توان زیبایی و پوستی بسیار تفاوت دارد و گول کلینیک‌های زیبایی و پوست را نخورید. این تکنیک با تکنیک درمان ضایعات پوستی کاملاً متفاوت است.
بسته به قطر رگ، پزشک با تجربه خاص خود توان دستگاه را تغییر می‌دهد ولی معمولاً حداقل W 80 انرژی به ازای هر یک سانتی‌متر رگ داده می‌شود تا رگ مبتلا خشکیده شود.
این روش معمولاً تحت بی‌حسی موضعی انجام می‌شود و طول موج‌های لیزری از جمله طول موج‌های ۸۱۰، ۹۴۰، ۱۰۶۴، ۱۳۲۰ و ۱۴۷۰ نانومتر در این روش کاربرد دارند. بسیاری از متخصصین باور دارند که طول موج‌های بالاتر با درد کمتری همراه است، چراکه این طول موج‌ها به‌طور ویژه دیواره رگ را به جای خون درون رگ، هدف قرار می‌دهند.
مزیت لیزر واریس این است که می‌تواند رگ‌های واریسی و مشکلات رفلاکس وریدی را بدون نیاز به جراحی و بستری شدن درمان کند. با این حال، این درمان راه حلی برای تمامی مشکلات نبوده و اغلب می‌تواند با سایر تکنیک‌های درمانی، از جمله اسکلروتراپی و میکروسکلروتراپی، ترکیب شود تا مشکلات شخص کاملاً برطرف شود.

### درمان به شیوه RF
RF دستگاهی است مشابه لیزر اما دو تفاوت اصلی دارد: اول اینکه توان دستگاه RF فقط در حد W 15 است یعنی رگهایی با قطر بالای cm 1 را نمی‌تواند به خوبی درمان کند و لذا پزشک باید تصمیم بگیرد که پاهای شما را لیزر کند یا RF. ثانیاً در شیوه لیزر رگ بلافاصله خشک می‌گردد چون توان دستگاه بالاتر است اما در شیوه RF رگ در ابتدا لخته می‌شود و پس از چند هفته رگ خشکیده می‌شود.

### اسکلروتراپی
این روش درمانی، برای رگ‌های عنکبوتی کاربرد دارد که در طی آن یک کاده اسکلروسانت به داخل رگ تزریق می‌شود. اسکلروسانت، عموماً محلولی از سدیم تترادسیل سولفات است که باعث تورم دیواره رگ‌ها می‌گردد.در این روش انتظار می‌رود که ۷۵٪ رگ‌های عنکبوتی محو شوند. این روش بیشتر بر روی پاها یا سایر رگ‌های رشته‌ای و عنکبوتی روی بدن به کار می‌رود ولی به ندرت بر روی صورت استفاده می‌شود. چراکه احتمال ایجاد اسکار کوچکی وجود دارد. اغلب بیماران نیاز به ۲ تا ۶ جلسه درمان در فواصل ۴ تا ۸ هفته ای دارند تا نتیجه مطلوب به دست آورند.

## ریسک فاکتورها
وریدهای متورم واریسی و تارعنکبوتی بسیار شایع هستند. بیش از ۴۰ درصد زنان بالای ۵۰ سال به این بیماری دچارند. عوامل این بیماری شامل موارد زیر است:
- سابقه خانوادگی: به نظر می‌رسد که تمایل به این بیماری به ویژه در سنین جوانی، در میان برخی خانواده‌ها بیشتر باشد. برخی زنان با دریچه‌های سیاهرگی با کارایی پایین‌تر یا دیواره‌های عروقی ضعیف تر به دنیا می‌آیند.
- ایستادن به مدت طولانی: یک بررسی در مورد کارگران دانمارکی در دسامبر ۲۰۰۵ نشان داد زنانی که ۷۵ درصد مدت زمان کار خود را به حالت ایستاده یا در حال راه رفتن گذرانده بودند، تقریباً دو برابر زنانی که مدت زمان کمتری بر روی پاهایشان ایستاده بودند، نیاز به درمان واریس پیدا کردند. پژوهشگران تخمین می‌زنند ایستادن‌های طولانی مدت دلیل بیش از ۲۰ درصد موارد پیدایش واریس در بزرگسالان است.
- سن: خطر واریس با افزایش سن زیادتر می‌شود. رگ‌های خونی و عضلات پشت ساق پا که در موقع راه رفتن با فشار بر وریدها، بازگشت خون را به سمت قلب تسهیل می‌کنند با گذشت زمان ضعیف تر می‌شوند. کمتر از ۱۰ درصد زنان زیر ۳۰ سال و بیش از ۷۵ درصد زنان بالای ۷۰ سال به واریس مبتلا هستند.
- جنسیت: زنان بیش از مردان مستعد واریس هستند و بارداری عامل اصلی آن است. در دوران بارداری، وریدهای ساق پا پرتر بوده و راحت‌تر پاره می‌شوند، زیرا حجم خون و فشار شکمی در این دوران افزایش می‌یابد و هورمون‌ها سبب گشاد شدن رگ‌های خونی می‌شوند. هرچه حاملگی به پایان خود نزدیک می‌شود خطر واریس افزایش می‌یابد.
- وزن: اضافه وزن به ویژه در اطراف شکم، فشار اضافی را بر وریدهای ساق پا تحمیل می‌کند. زنانی که اضافه وزن دارند، نسبت به زنان لاغر بیشتر در معرض ابتلا به واریس هستند و این خطر در مورد زنان چاق سه برابر است.

## علائم و درمان واریس اندام تحتانی
بیشتر سیاهرگ‌های واریسی بدون علامت بوده و تنها از جنبهٔ زیبایی به توجه پزشکی نیاز می‌یابند. در صورت علامت‌دار شدن، احساس درد، پری و سنگینی منتشر و غیر اختصاصی در ساق پاها به ویژه پس از ایستادن به مدت طولانی، وجود دارد. گاهی تورم در مچ پا و عروق برجسته در پا دیده می‌شود. درمان نگهدارنده (مانند جوراب الاستیک، اجتناب از سرپا ایستادن طولانی و بالا نگهداشتن پا هنگام دراز کشیدن و جوراب ساق بلند کشی) است. در صورت بروز مشکلات اساسی جراحی ضروری است. روش‌های درمانی متداول عبارتند از اسکلروتراپی (تزریق مایع) و جراحی. اندیکاسیونهای درمان جراحی شامل درد دائم و ناتوان‌کننده، ترومبوفلبیت (لخته شدن) سطحی راجعه، ضایعات و زخمهای پوستی همراه با خون‌ریزی هستند.
- [۲۳]
- [۲۴]